# Пам'ятник Федору Лизогубу (Седнів)
Пам'ятник Федору Лизогубу — пам'ятник Федору Лизогубу в районному місті Седнів Чернігівської області. Встановлений у 2012 році нащадками отамана Ради міністрів Української держави, який народився 6 жовтня 1851 року у м. Седневі та походив з відомого козацько-старшинського роду.

## Очільник української держави
Федір Андрійович Лизогуб півроку очолював Раду Міністрів Української Держави, за запрошенням на цю посаду гетьманом Павлом Скоропадським. За словами Скоропадського, «Нарешті, я згадав про Федора Андрійовича Лизогуба, відомого земського діяча, згодом начальника канцелярії намісника на Кавказі великого князя Миколи Миколайовича, здається товариша міністра при Тимчасовому уряді. Особисто я його не знав, але його репутація говорила за себе. Після деякої телеграфної заминки, він приїхав і зайняв пропоноване йому місце». 
Федір Лизогуб виніс основний тягар організації діяльності урядової команди Гетьмана. Йому вдалося налагодити досить продуктивну роботу членів кабінету міністрів, функціонування апарату Ради Міністрів, вдосконалення інституту державної служби, структур місцевої адміністрації.
В одному із інтерв'ю він зауважив: «Наше гасло — робота, а не політика». 

## Відкриття пам'ятника
На території новозбудованого навчально-виховного комплексу 26 вересня 2012 року напередодні Всеукраїнського літературно-мистецького свята «Седнівська осінь» відбулося відкриття пам'ятника Федору Лизогубу — представнику відомого в історії України старовинного козацького роду, відомому державному діячеві і меценату.
Виступаючи на відкритті погруддя, перший заступник голови обласної державної адміністрації Станіслав Прокопенко, за підтримки якого воно постало, зазначив: «Відкриваючи сьогодні пам'ятник Федору Лизогубу на його малій батьківщині, ми засвідчуємо нашу велику повагу та шану видатному громадському, державному діячеві, меценату, патріоту України, який зробив стільки добрих справ для відродження та збереження української культури».